# Johann Refardt

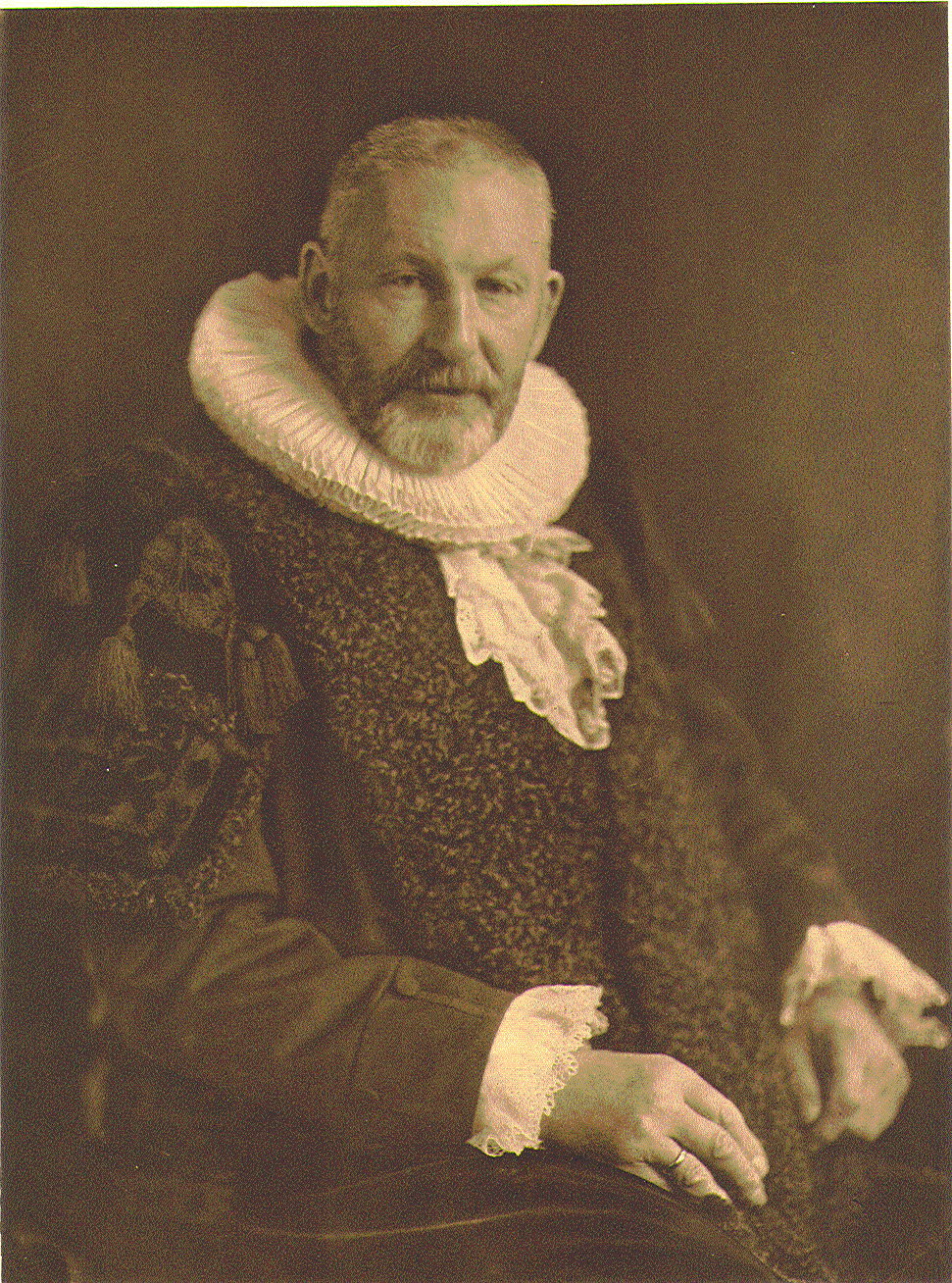
Johann Refardt 1905 von Rudolf Dührkoop

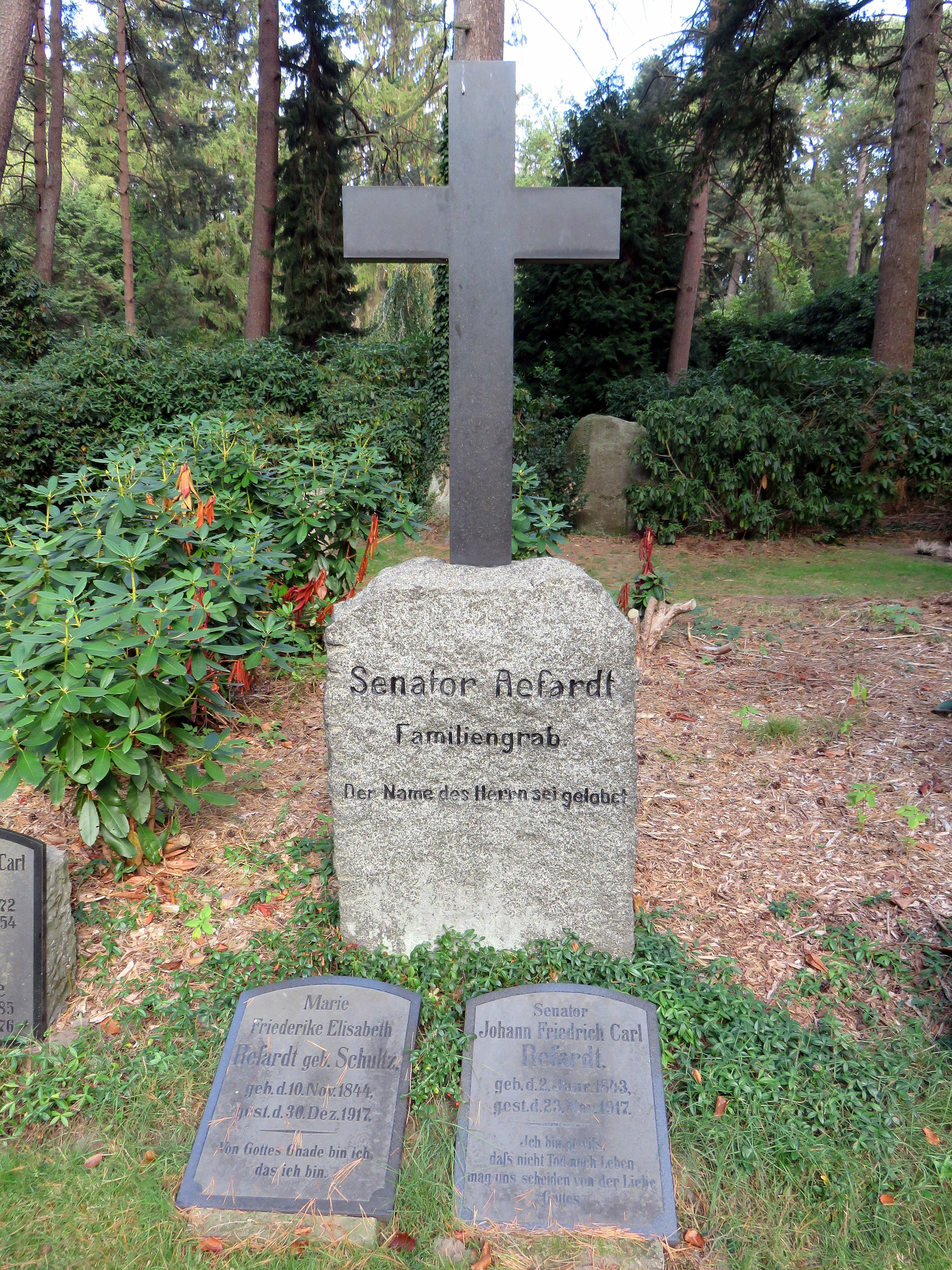
Grab Senator Refardt auf dem Friedhof Ohlsdorf

Johann Friedrich Carl Refardt (* 2. Januar 1843 in Hamburg; † 23. November 1917 ebenda) war ein Hamburger Kaufmann und Senator.

## Leben
Refardt wuchs in Hamburg als Sohn von Carl Refardt auf und hier besuchte die Realschule. Nach einer kaufmännischen Lehre bei Heinrich Wohlert in Firma Grotjahn & Comp. in Lübeck trat er in das väterliche Geschäft ein. Nach einem einjährigen Aufenthalt in England sowie Reisen in die skandinavischen Länder und nach Russland wurde er 1864 Teilhaber.
1872 wurde Refardt durch die Wahlen der Grundbesitzer in die Hamburgische Bürgerschaft gewählt. Er schloss sich der Fraktion der Rechten an. Bis 1892 war er Mitglied der Bürgerschaft und in unterschiedlichen Deputationen tätig. Der Hamburgischen Handelskammer gehörte Refardt ab 1876 an, von 1883 bis 1884 als Präsident. Nachdem Senator Charles Ami de Chapeaurouge (1830–1897) 1892 in den Ruhestand getreten war, wurde Refardt am 12. Dezember in den Senat gewählt, dem er bis zu seinem Tod angehörte. Refardt arbeitete als Senator vor allem in Kommissionen und Deputationen in den Bereichen Inneres, Finanzen und Steuern sowie in der Oberschulbehörde.
Johann Refardt wurde im Bereich der Familiengrabanlage auf dem Ohlsdorfer Friedhof in Hamburg im Planquadrat T 26 südlich der Kapellenstraße und östlich der Waldstraße beigesetzt.